# South Drain
South Drain, también Zuiddrain, es una localidad en el oeste de Surinam. Desde que se realizó el pavimento de 32 kilómetros (20 millas) al tramo de carretera a Nieuw Nickerie, South Drain es el final de la sección Norte del denominado East-West Link. 
La Unión Europea financió la reconstrucción, que comenzó en 2007, con 13.2 millones de euros. La sección de carretera fue inaugurada el 30 de abril de 2010. Hay un sendero de jeep entre South Drain y Apoera que conecta el East -West Link del Norte con el East-West Link del Sur. Contrariamente a lo previsto según los planes iniciales, no es inminente el pavimento de este camino.

## Frontera de Surinam y Guyana
Desde 1998, el ferry CANAWAIMA conecta South Drain con Moleson Creek en Guyana. Esta es la única conexión legal entre los dos países.
Con la terminación del puente Berbice en diciembre de 2008, y la conclusión del puente Coppename en 1999, el río Corentín es el único río entre la capital guyanesa de Georgetown y la capital de Surinam de Paramaribo que todavía no tiene puente. Esto se debe al cambio en un futuro próximo, a raíz de planes para construir un puente sobre el río cerca de South Drain.

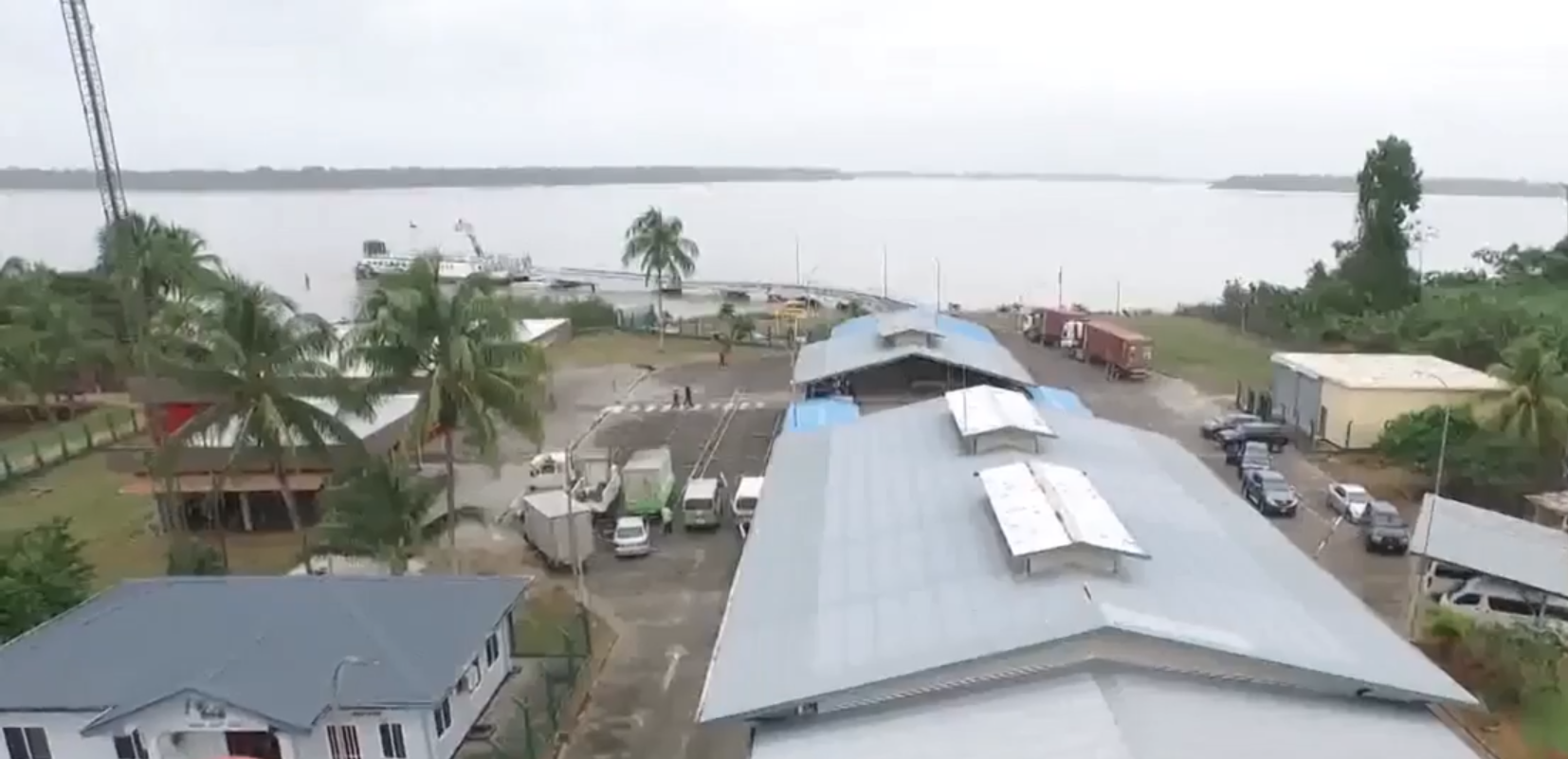
Feria Canawaima